# Општина Голешти (Вранча)
Голешти (рум. Goleşti) општина је у Румунији у округу Вранча.
Oпштина се налази на надморској висини од 46 m.